# Schienenverkehr in Angola

Bahnstrecken in Angola

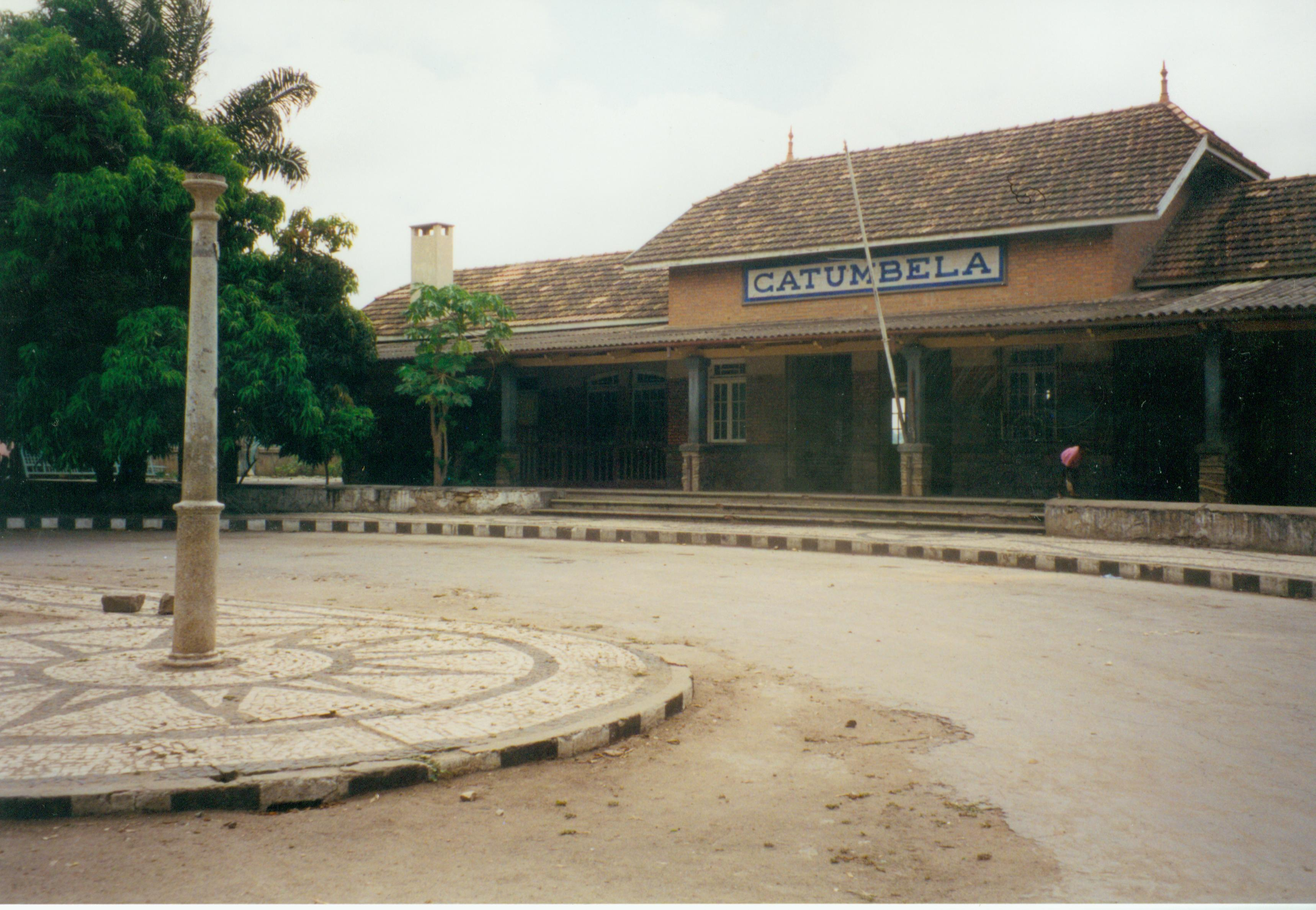
Bahnhof in Catumbela an der Benguelabahn

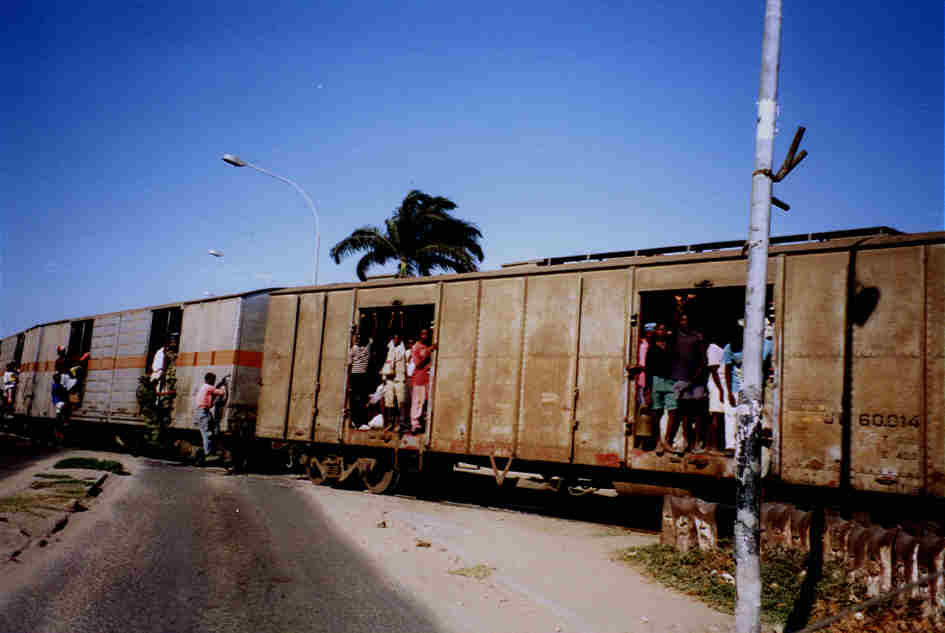
Zug der Benguelabahn, undatiert

Der Schienenverkehr in Angola ist auf die Häfen Angolas ausgerichtet. Er wird auf drei Netzen durchgeführt, die nicht verbunden sind. Eine weitere nicht mit den drei Netzen verbundene Strecke wurde inzwischen eingestellt. Es finden sowohl Güter- als auch Personenverkehr statt. Im Jahr 2010 betrug die gesamte Streckenlänge 2764 Kilometer, davon 2641 Kilometer in der im südlichen Afrika üblichen Kapspur und 123 Kilometer in der 600-Millimeter-Spur (Stand 2010). Alleiniger Betreiber ist die staatliche Gesellschaft Caminhos de Ferro de Angola (CFA). 2015 wurde die Benguelabahn wiedereröffnet.

## Topographie
Angola liegt am Atlantischen Ozean. An der Küste ist das Land flach, nach Osten hin steigt es recht gleichmäßig auf ungefähr 2000 Meter über dem Meeresspiegel an. Zahlreiche Flüsse durchziehen das Land. Die größten Städte sind Hafenstädte, von denen die drei Hauptstrecken ostwärts verlaufen. Angolas Nachbarstaaten sind die Republik Kongo, die Demokratische Republik Kongo, Sambia und Namibia. Eine grenzüberschreitende Strecke führt nur in die DR Kongo; sie ist jedoch außer Betrieb. Die angolanische Exklave Cabinda, die an die Republik Kongo und die DR Kongo grenzt, ist ohne Bahnanschluss. Die Hauptstadt Luanda hat den bedeutendsten Seehafen Angolas.

## Geschichte

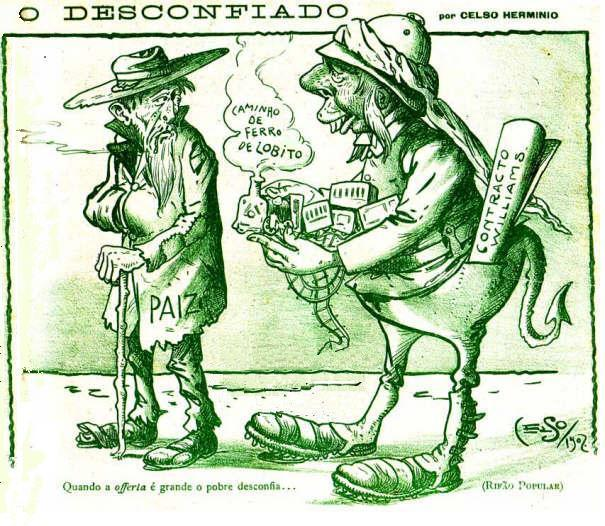
Karikatur von 1902, die den schottischen Bergbauingenieur Sir Robert Williams mit einem Vertrag in seiner Tasche zeigt, der Portugal eine Bahnstrecke in Lobito anbietet

Angola war im 19. Jahrhundert eine portugiesische Kolonie. Nach ersten Plänen zur Erschließung des Landes mit Bahnstrecken durch Arsénio Pompílio Pompeu de Carpo im Jahr 1848 gab es ab 1887 die ersten konkreten Planungen. Durch eine private Eisenbahngesellschaft wurde die „Luandabahn“ Luanda–Viana–Lucala gebaut und 1899 eröffnet. Bis 1909 wurde sie als Staatsbahn Richtung Osten bis Malanje verlängert. Später wurde eine Zweigstrecke von Zenza do Itombe nach Dondo errichtet.
Die zweite bedeutende Strecke wurde als Staatsbahn in der Spurweite 600 mm errichtet. Die „Moçamedes-Bahn“ (später: „Namibebahn“) war die Verbindung der Hafenstadt Moçamedes (1985–2016 Namibe) im Süden des Landes mit der Stadt Menongue im Landesinneren. 1910 wurde ein Teil der Strecke eröffnet. Weitere Teilstrecken führten später nach Dongo und Cassinga, bevor die Gesamtstrecke eröffnet wurde.
Die Benguelabahn wurde 1912 von den beiden Hafenstädten Lobito und Benguela bis Huambo fertiggestellt. Dazu gehörte ein rund zwei Kilometer langer Zahnradabschnitt mit Steigungen bis sechs Prozent. Sie wurde bis 1929 nach Dilolo in der DR Kongo verlängert, um die Kupfervorkommen in der dortigen Provinz Katanga zu den Atlantikhäfen transportieren zu können. Zusammen mit weiteren Bahnstrecken ergab sich fast eine zusammenhängende Strecke bis Daressalam im damaligen Tanganjika. Lediglich zwei Schiffspassagen waren auf der 4000 Kilometer langen Strecke zu bewältigen. Später konnte man auf der Schiene den mosambikanischen Hafen Beira erreichen. Die Benguelabahn erwies sich als bedeutendste Bahnstrecke Angolas.
Eine vierte Bahnstrecke zur Anbindung eines Hafens war die ebenfalls in 600-mm-Spur errichtete Strecke Porto Amboim–Gabela (Amboimbahn, portugiesisch Caminho de Ferro do Amboim). Porto Amboim liegt an der Atlantikküste zwischen Luanda und Lobito. Die Mario Cunha Lda. war Haupteigentümer und besaß zudem Hafenanlagen, Lagerhallen und weitere Betriebsanlagen in der Hafenstadt. Mit den Streckenbauarbeiten begann man 1923 und die Strecke erreichte nach 80 Kilometern im Jahre 1925 bei Boa Viagem den unteren Abschnitt einer Höhenschwelle bei 256 m ü. d. M. Danach schloss sich ein komplizierter Streckenbauabschnitt in Gebirgslage an. Auf einer Länge von 43 km musste ein Höhenunterschied von 800 m überwunden werden. Der Endpunkt war schließlich auf einer Höhe von 1054 m ü. d. M. erreicht und der Betrieb bis Gabela konnte im Jahre 1941 aufgenommen werden. Der Zweck dieser 123 km langen Strecke ergab sich hauptsächlich aus dem Kaffeeanbau, zum Abtransport der Produkte, die sich deswegen auf vielen Kilometern durch die Plantagen zog. Diesbezügliche Hauptnutzer waren die Companhia Angolana de Agriculture C.A.D.A. sowie das Unternehmen Mario Cunha Lda.
Weiterhin wurden einige Zweigstrecken errichtet, etwa eine 600-mm-Bahn von Lubango an der Bahnstrecke Namibe–Menongue nach Chiange, so dass Lubango einer der wenigen Bahnknoten Angolas war. In den 1950er Jahren wurde die Moçamedes-Bahn von 600 mm Spurweite auf Kapspur umgespurt.
Am 11. November 1975 wurde Angola unabhängig. Damals hatte bereits der Bürgerkrieg in Angola begonnen, der bis 2002 anhielt und den Eisenbahnverkehr weitgehend zum Erliegen brachte. So war die Benguelabahn ab 1975 nicht mehr funktionsfähig. Mehrere Strecken, etwa die Strecke Porto Amboim–Gabela, wurden dauerhaft stillgelegt. 2005 wurde der Personenverkehr auf dem Abschnitt Lobito–Cubal und der Güterverkehr Lobito–Huambo wiederaufgenommen, 2007 der Nahverkehr um Huambo.

## Gegenwart
Einziger Betreiber ist die CFA, die sowohl Güter- als auch Personenverkehr durchführt. Es werden ausschließlich Diesellokomotiven eingesetzt. Der Betrieb ist in die drei Bereiche aufgeteilt:
- Caminhos de Ferro de Luanda (Luandabahn),
- Caminhos de Ferro de Benguela (Benguelabahn)
- Caminhos de Ferro de Namibe (Namibebahn)

Zudem werden Streckenabschnitte nach den Jahrzehnten der Zerstörung wieder instand gesetzt.

### Güterverkehr
Vorrangig von und zu den Seehäfen am Atlantik findet auf den vorhandenen Strecken Güterverkehr statt. Die Benguelabahn ist als wichtigste Strecke des Landes nach Minenentfernung und Wiederaufbau seit 2015 wieder vollständig befahrbar.

### Personenverkehr
Personenverkehr findet spärlich statt. Auf der Luandabahn fahren zwischen Luanda und Viana mehrmals täglich Nahverkehrszüge. Ein Zugpaar Luanda–Dondo verkehrte 2007/08 zwei Mal wöchentlich. Seit der Wiedereröffnung der Strecke bis Malanje verkehren Güterzüge und mehrere Personenzüge pro Woche zwischen Viana und Malanje.
Zwischen Lobito und Benguela verkehren täglich sechs Zugpaare. Ein Zugpaar fährt wöchentlich von Lobito nach Cubal. Dabei wird die nordöstliche Umfahrung Benguelas genutzt. Je ein Zugpaar verkehrt zwischen Caála und Huambo sowie Huambo und Katchiungo. Die gesamte Strecke von der Küste bis Huambo wurde am 30. August 2011 wieder eröffnet.
Auf der Namibebahn verkehren zwei Mal pro Woche Züge von Namibe nach Lubango und sechs Mal pro Woche von Lubango nach Matala. Ein Zugpaar wird über Matala hinaus nach Tchamutete nahe Cassinga durchgebunden.

## Planungen
Die seit 2006 bestehende Bahnstrecke Tsumeb–Oshikango in Namibia soll nordwärts über die angolanische Grenze und die Stadt Ondjiva nach Lubango an der Namibebahn verlängert werden.
Der neue Angola International Airport bei Luanda soll durch eine neu zu errichtende Linie an den Haltepunkt Baia der Luandabahn angeschlossen werden. Die Strecke wird gemäß Planung acht Kilometer lang sein und über sechs Haltepunkte verfügen, namentlich Bungo, Musseques, Viana, Kapalanca, Baia, und Novo Aeroporto Internacional de Luanda als Endstelle. Die fünf Haltestellen sollen teilweise mit Einkaufszentren und Check-in-Schaltern für den Flughafen ausgestattet werden. Die Eröffnung ist laut Bekanntmachung für 2017 vorgesehen.